# Кео Сангким
Кео Сангким (1937 — 4 июня 1974, Пномпень) — камбоджийский политик, министр образования Кхмерской Республики (1973—1974).

## Биография
Кео Сангким родился в 1937 году. Получил медицинское образование во Франции, был одним из первых камбоджийский студентов, отправленных на учебу за границу. Имел ученую степень доктора медицинских наук; в 1959 году защитил диссертацию на тему «предраковые заболевания гортани».
В мае 1973 года Кео Сангким занял пост министра образования в правительстве Лонг Борета. Его главным советником являлся бывший министр образования Тач Чеа.

### Похищение и убийство
В 1974 году в Пномпене начались студенческие волнения, переросшие в массовые беспорядки и столкновения с полицией.
4 июня 1974 года Кео Сангким и его помощник Тач Чеа были похищены прямо из здания министерства образования, и в тот же день доставлены в лицей 18 марта, где удерживались протестующими в качестве заложников. Незадолго до похищения полицией были арестованы по меньшей мере 15 студентов и четверо преподавателей. Поводом для ареста стало проведение собрания численностью более пяти человек. Похитители потребовали от министра, чтобы тот обратился к Лонг Борету с просьбой освободить арестованных, но получили отказ. Прибывшие на место полицейские были атакованы старшеклассниками, скандировавшими антиправительственные лозунги. Спецназ начал штурм здания, в ходе которого были убиты двое студентов, задержаны 48 человек и ранен один полицейский.
По данным полиции, Кео Сангким был ранен в живот одним из студентов, Тач Чеа несколько раз ударили ножом в живот. После штурма оба политика были доставлены в Национальный полицейский госпиталь Пномпеня, однако спати их не удалось. Кео Сангким скончался в возрасте 48 лет, Тач Чеа было 45. Президент Лон Нол пошёл на неожиданный для общественности шаг и посмотрено присвоил им обоим звание генералов. При жизни Кео Сангким и Тач Чеа носили звания подполковников камбоджийской армии.